# 拜马欧
拜马欧（法語：Baie-Mahault，法語發音：[bɛ ma.o]），法国海外省瓜德罗普的一个市镇，隶属于巴斯特尔区，其市镇面积为46平方公里，2022年1月1日时人口数量为30,943人，是该省人口第二多的市镇，在法国城市中排名第267位。
拜马欧位于瓜德罗普中部，南北两侧与加勒比海相邻，附近为同名海域，是瓜德罗普的一个区域性的工商业中心。

## 地名来源
“Baie”在法语中意为“海湾”，“Mahault”则来源于当地的一处被称为“mahot”或“mahaud”的沿海红树林。

## 历史

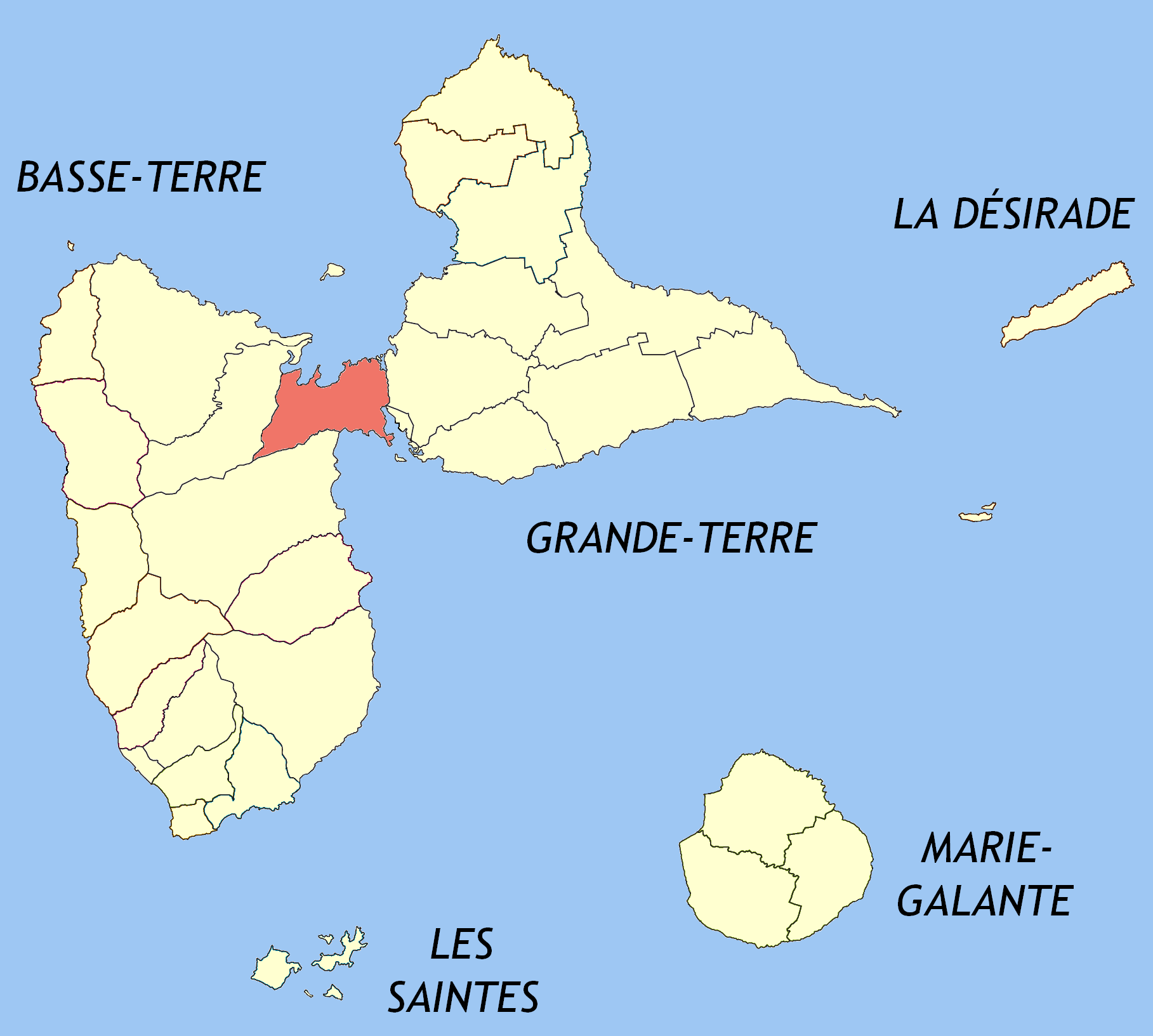
拜马欧（红色）在瓜德罗普的位置

拜马欧的早期历史尚不清楚，当地最初的记录始于公元1707年，彼时法国殖民者夏尔·乌埃尔携带船队在拜马欧附近登陆瓜德罗普岛。根据当地官方网站的论述，拜马欧地区在殖民者发现时被沼泽覆盖，“完全无法居住”。1720年，拜马欧被乌埃尔家族卖给了另一位殖民者Jarry。1737年，拜马欧被设立为一个天主教堂区，当地出现了首个聚落。法国大革命后期，英国殖民者曾于1794年7月攻占拜马欧，但最终于同年10月撤退。1797年，拜马欧被设为瓜德罗普的一个县治，后于1837年9月20日被设为市镇。20世纪后，随着瓜德罗普旅游业的发展以及皮特尔角城的城市扩张，拜马欧逐渐成为瓜德罗普的一个重要工商业城市，其境内的“雅里”工业区建于1965年，现为瓜德罗普规模最大的工业园区。

## 地理

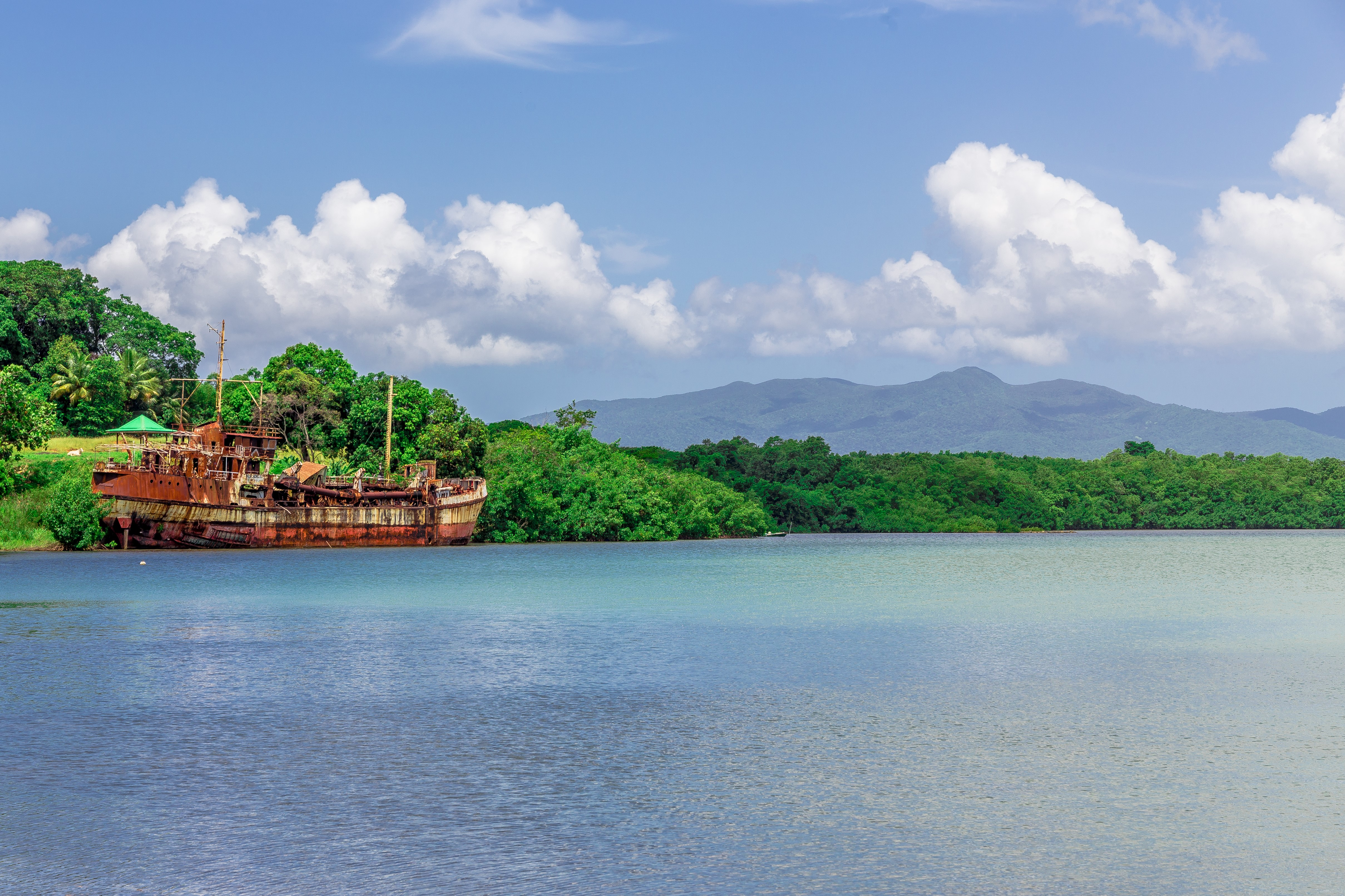
拜马欧附近的海滩

拜马欧位于加勒比地区瓜德罗普群岛中部。与拜马欧接壤的市镇包括：莱萨比姆、拉芒坦、珀蒂堡和皮特尔角城。

### 地形
拜马欧位于瓜德罗普岛中部，境内以平原为主，市镇中心地势较为平坦，西南部略有起伏，全境海拔在0到112米之间。

### 水文
拜马欧南北两侧面向加勒比海，其中南侧海域被称为“马欧湾”，东侧的盐河海峡将瓜德罗普岛一分为二。

### 植被
拜马欧属于热带雨林区，天然林地广泛分布于市镇范围内的多个区域。
在鲜花城市的评比中，拜马欧暂未被评级。

### 气候
拜马欧在柯本气候分类法中属于热带雨林气候。
距离拜马欧最近的常年气象站位于莱萨比姆境内，以下为该气象站的数据：
| 莱萨比姆1981年－2019年 | 莱萨比姆1981年－2019年 | 莱萨比姆1981年－2019年 | 莱萨比姆1981年－2019年 | 莱萨比姆1981年－2019年 | 莱萨比姆1981年－2019年 | 莱萨比姆1981年－2019年 | 莱萨比姆1981年－2019年 | 莱萨比姆1981年－2019年 | 莱萨比姆1981年－2019年 | 莱萨比姆1981年－2019年 | 莱萨比姆1981年－2019年 | 莱萨比姆1981年－2019年 | 莱萨比姆1981年－2019年 |
| 月份                   | 1月                    | 2月                    | 3月                    | 4月                    | 5月                    | 6月                    | 7月                    | 8月                    | 9月                    | 10月                   | 11月                   | 12月                   | 全年                   |
| ---------------------- | ---------------------- | ---------------------- | ---------------------- | ---------------------- | ---------------------- | ---------------------- | ---------------------- | ---------------------- | ---------------------- | ---------------------- | ---------------------- | ---------------------- | ---------------------- |
| 历史最高温 °C（°F）    | 31.8 (89.2)            | 32.1 (89.8)            | 32.8 (91.0)            | 33.3 (91.9)            | 34 (93)                | 34 (93)                | 34.2 (93.6)            | 34.2 (93.6)            | 34.1 (93.4)            | 34.1 (93.4)            | 33.4 (92.1)            | 32.4 (90.3)            | 34.2 (93.6)            |
| 平均高温 °C（°F）      | 29.2 (84.6)            | 29.2 (84.6)            | 29.7 (85.5)            | 30.3 (86.5)            | 30.9 (87.6)            | 31.4 (88.5)            | 31.6 (88.9)            | 31.9 (89.4)            | 31.7 (89.1)            | 31.3 (88.3)            | 30.5 (86.9)            | 29.7 (85.5)            | 30.6 (87.1)            |
| 日均气温 °C（°F）      | 24.9 (76.8)            | 24.9 (76.8)            | 25.3 (77.5)            | 26.3 (79.3)            | 27.2 (81.0)            | 27.9 (82.2)            | 28 (82)                | 28 (82)                | 27.8 (82.0)            | 27.3 (81.1)            | 26.5 (79.7)            | 25.5 (77.9)            | 26.6 (79.9)            |
| 平均低温 °C（°F）      | 20.7 (69.3)            | 20.6 (69.1)            | 21 (70)                | 22.2 (72.0)            | 23.6 (74.5)            | 24.3 (75.7)            | 24.3 (75.7)            | 24.1 (75.4)            | 23.8 (74.8)            | 23.3 (73.9)            | 22.4 (72.3)            | 21.3 (70.3)            | 22.6 (72.7)            |
| 历史最低温 °C（°F）    | 13.5 (56.3)            | 12.8 (55.0)            | 13.9 (57.0)            | 15.8 (60.4)            | 16.1 (61.0)            | 18.9 (66.0)            | 19.6 (67.3)            | 19 (66)                | 19.5 (67.1)            | 18.9 (66.0)            | 16.8 (62.2)            | 14.4 (57.9)            | 12.8 (55.0)            |
| 平均降水量 mm（）      | 83 (3.3)               | 60 (2.4)               | 67.9 (2.67)            | 96.5 (3.80)            | 134.1 (5.28)           | 107.8 (4.24)           | 129.6 (5.10)           | 169.1 (6.66)           | 206.2 (8.12)           | 214.5 (8.44)           | 213.9 (8.42)           | 134 (5.3)              | 1,616.6 (63.65)        |
| 月均日照時數           | 193.1                  | 183.8                  | 212.7                  | 208.8                  | 213.6                  | 202                    | 202.4                  | 221.5                  | 200.1                  | 182.1                  | 176.2                  | 187.6                  | 2,383.9                |
| 来源：infoclimat.fr    |                        |                        |                        |                        |                        |                        |                        |                        |                        |                        |                        |                        |                        |

## 行政区划
拜马欧的市镇编号为97103，邮政编号为97122。
在行政管理方面，拜马欧隶属于法国海外省瓜德罗普巴斯特尔区；在地方选举方面，拜马欧是拜马欧第一县和拜马欧第二县的中央投票站所在地，其市镇范围全境被划入瓜德罗普第三选区；在社会管理方面，拜马欧是卡佩克塞朗斯城市圈公共社区的组成部分。
法国国家统计与经济研究所（简称）在进行数据统计时，将拜马欧及相邻的另外10个市镇设为皮特尔角城-莱萨比姆城市核心区，并将包括核心区在内的周边共16个市镇划为皮特尔角城-莱萨比姆城市区。自2020年起，皮特尔角城-莱萨比姆城市区被撤销，拜马欧被划入包含18个市镇的莱萨比姆城市辐射区。此外，还将拜马欧市镇分为了6个“块区”（IRIS），以便于统计人口分布情况。

## 交通

### 公路
瓜德罗普地方道路N1线、N2线、N10线经过拜马欧境内，海外省下属的城际客运提供巴士线路，可前往周边部分市镇。
2019年，74.6%的拜马欧家庭拥有至少一辆私人汽车。2019年，拜马欧境内共发生各类交通事故24起，造成2人遇难，26人受伤，其中16人重伤。

### 铁路
拜马欧所在的瓜德罗普岛暂无铁路运输系统。

### 航空
距离拜马欧最近的民用航空站为皮特尔角城国际机场，距离拜马欧市中心的公路里程约8公里，该机场开行前往巴黎-奥利机场以及加勒比地区多个城市的固定航班。

### 城市公共交通
拜马欧是皮特尔角城城市公共交通（商业名称为）的服务范围，后者是皮特尔角城地区的城市公共交通系统。截至2022年12月，该系统共包括数十条公交线路，其中AE2线、AE4线、B10线、B20线、B21线、B30线、B31线、B40线、B41线、B42线、B50线、B60线、N4线、U3线和U3B线经过拜马欧市区。

## 政治

### 市政内阁

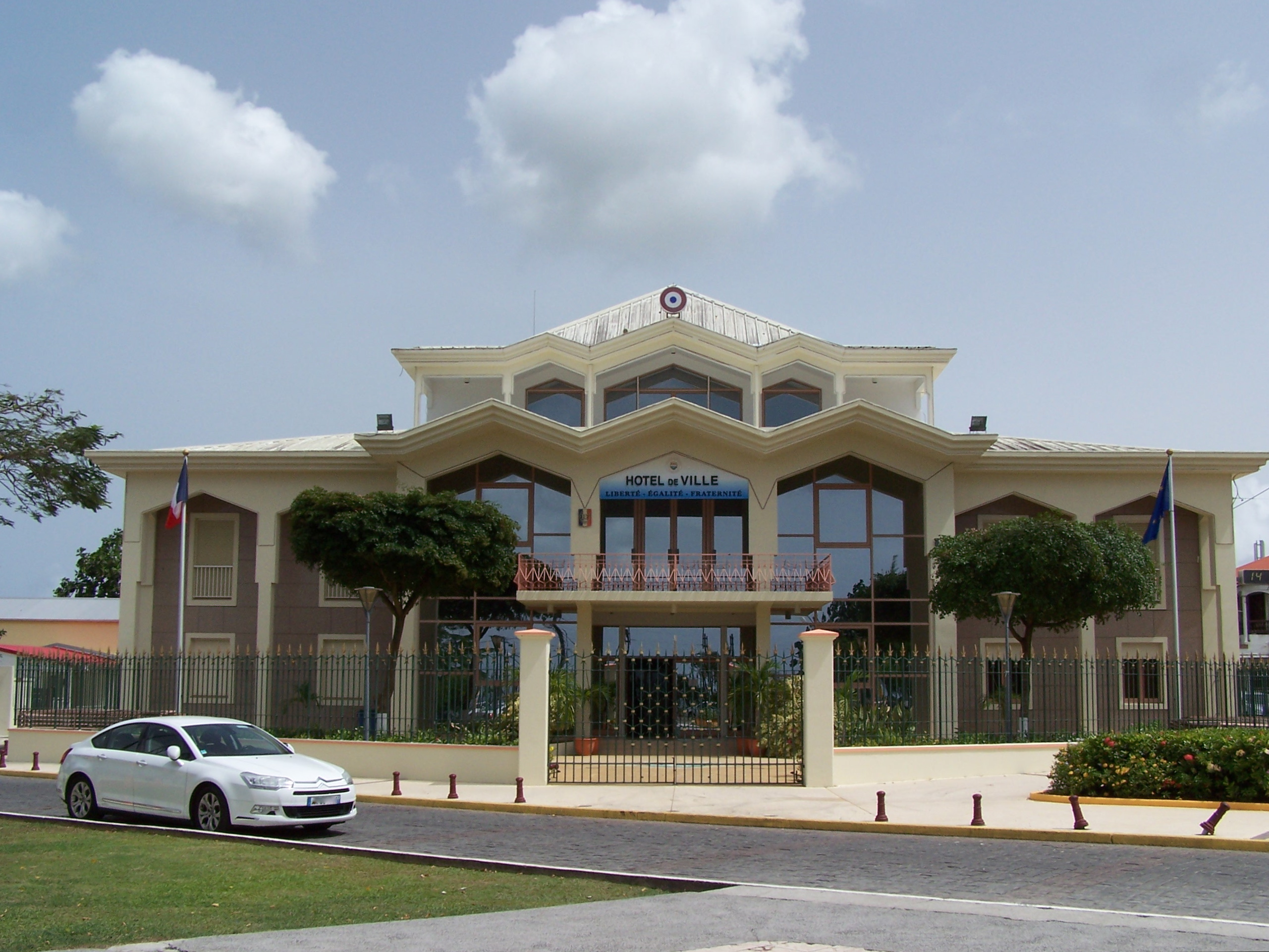
拜马欧市政厅

拜马欧的现任市长为埃莱娜·莫利亚-波利丰特女士（Hélène MOLIA-POLIFONTE），她是一名左翼无党派人士，在2020年的市政选举中获得了57.31%的支持率。
| 拜马欧历届市长 | 拜马欧历届市长                                | 拜马欧历届市长       |
| 任期           | 市长                                          | 党派                 |
| -------------- | --------------------------------------------- | -------------------- |
| 1945年－1969年 | Childéric TRINQUEUR 希尔代里克·特兰克尔       | SFIO工人国际法国支部 |
| 1969年－1977年 | Pierre MATHIEU 皮埃尔·马蒂厄                  | PS社会党             |
| 1977年－1994年 | Édouard CHAMMOUGON 爱德华·沙穆贡              | RPR保衛共和聯盟      |
| 1994年－2001年 | Marcelle CHAMMOUGON 马塞尔·沙穆贡             | DVD右翼无党派人士    |
| 2001年－2015年 | Ary CHALUS 阿里·沙吕                          | DVG左翼无党派人士    |
| 2015年－       | Hélène MOLIA-POLIFONTE 埃莱娜·莫利亚-波利丰特 | DVG左翼无党派人士    |

### 各级选举
| 拜马欧历届投票选举结果 | 拜马欧历届投票选举结果 | 拜马欧历届投票选举结果 | 拜马欧历届投票选举结果      | 拜马欧历届投票选举结果             | 拜马欧历届投票选举结果 | 拜马欧历届投票选举结果 | 拜马欧历届投票选举结果 | 拜马欧历届投票选举结果 | 拜马欧历届投票选举结果 |
| 选举项目               | 选举范围               | 选区单位               | 选区单位内的选举结果        | 选区单位内的选举结果               | 选区单位内的选举结果   | 选区单位内的选举结果   | 选区单位内的选举结果   | 选区单位内的选举结果   | 参考资料               |
| 选举项目               | 选举范围               | 选区单位               | 第一轮胜出者                | 第一轮胜出者                       | 支持率                 | 第二轮胜出者           | 第二轮胜出者           | 支持率                 | 参考资料               |
| ---------------------- | ---------------------- | ---------------------- | --------------------------- | ---------------------------------- | ---------------------- | ---------------------- | ---------------------- | ---------------------- | ---------------------- |
| 2017年法國總統選舉     | 法國                   | 市镇                   |                             | 埃马纽埃尔·马克龙                  | 34.18%                 |                        | 埃马纽埃尔·马克龙      | 77.92%                 | [ 20 ]                 |
| 2017年法国立法选举     | 瓜德罗普第三选区       | 市镇                   |                             | 内斯托尔·吕斯                      | 21.17%                 |                        | 马克斯·马蒂亚桑        | 56.62%                 | [ 20 ]                 |
| 2019年欧洲议会选举     | 法國                   | 市镇                   |                             | 纳塔莉·卢瓦索                      | 22%                    | （不适用）             | （不适用）             | （不适用）             | [ 22 ]                 |
| 2021年法国省级选举     |                        | 拜马欧第一县           |                             | 米歇尔·马多 埃莱娜·莫利亚-波利丰特 | 76.93%                 | （不适用）             | （不适用）             | （不适用）             | [ 23 ]                 |
| 2021年法国省级选举     | 市镇（第一县部分）     |                        |                             | 米歇尔·马多 埃莱娜·莫利亚-波利丰特 | 76.93%                 | （不适用）             | （不适用）             | （不适用）             | [ 23 ]                 |
| 2021年法国省级选举     | 拜马欧第二县           |                        | 居伊·洛斯巴尔 萨布里娜·罗歇 | 69.89%                             | （不适用）             | （不适用）             | （不适用）             |                        | [ 23 ]                 |
| 2021年法国省级选举     | 市镇（第二县部分）     |                        | 居伊·洛斯巴尔 萨布里娜·罗歇 | 66.37%                             | （不适用）             | （不适用）             | （不适用）             |                        | [ 23 ]                 |
| 2021年法国大区选举     |                        | 市镇                   |                             | 阿里·沙吕                          | 58.79%                 |                        | 阿里·沙吕              | 79.03%                 | [ 24 ]                 |
| 2022年法国总统选举     | 法國                   | 市镇                   |                             | 让-吕克·梅朗雄                     | 55.13%                 |                        | 玛丽娜·勒庞            | 64.6%                  | [ 20 ]                 |
| 2022年法国立法选举     | 瓜德罗普第三选区       | 市镇                   |                             | 罗迪·托拉西                        | 20.91%                 |                        | 马克斯·马蒂亚桑        | 53.26%                 | [ 20 ]                 |

## 人口
2019年，拜马欧市镇人口数量为30,837，在法国排名第267位。其中男性14,035人，女性16,802人，75岁及以上人口占4.7%，人口密度为670人/平方公里，当地居民被称为（男性）或（女性）。2020年，拜马欧境内出生334人，死亡人口166人。
| 拜马欧1961年－2019年人口变化情况 |
|                                  |
| 数据来源：INSEE                  |

## 经济

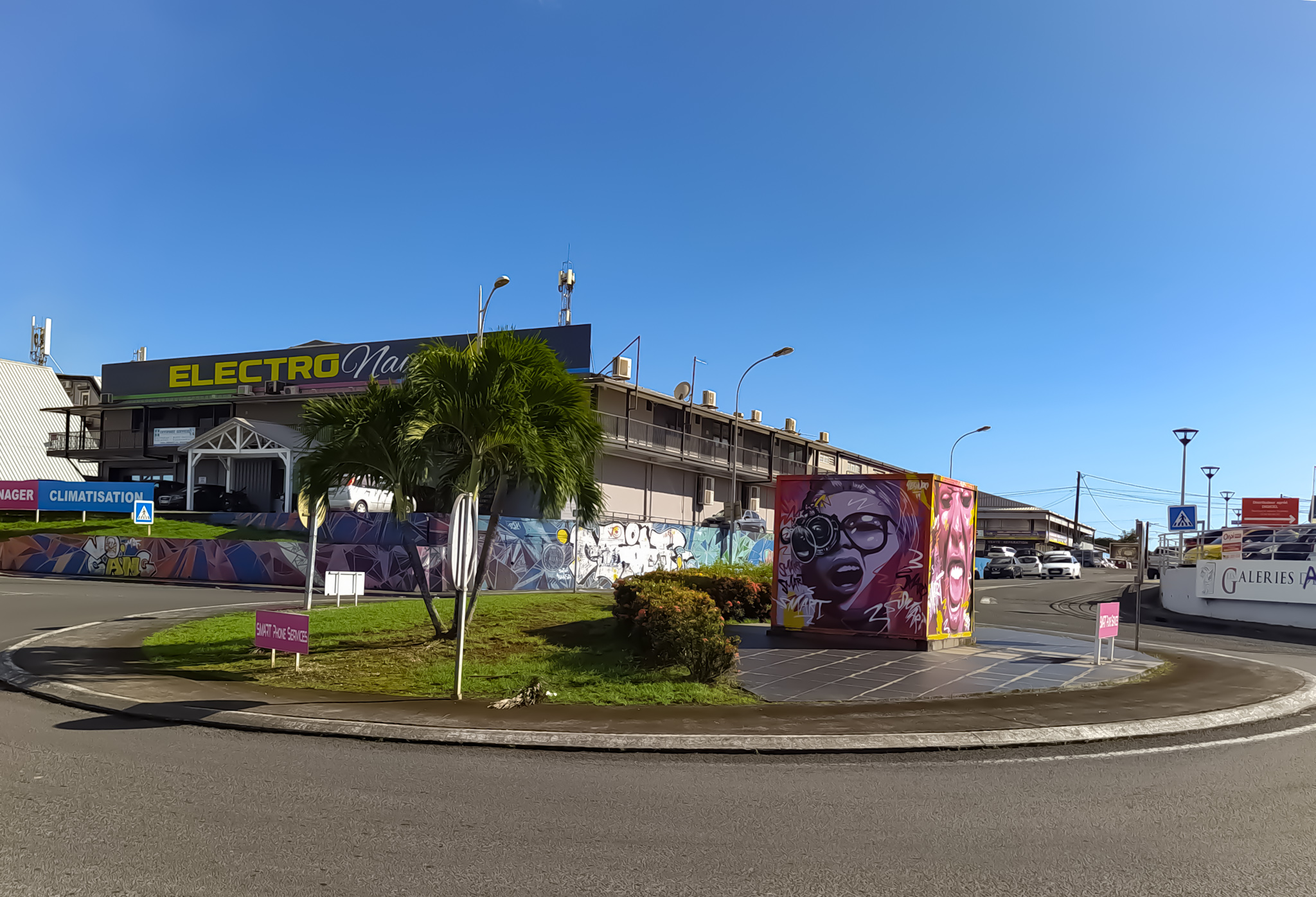
拜马欧雅里开发区的一处环岛

拜马欧是一个区域性的中心城市。截止2022年12月，拜马欧市镇范围内共有各类用人单位（包含自雇）15,827家，平均历史为13年，其中97.03%为中小型企业（PME），2022年10月至12月间，当地的经济活力指数为0.27%。（食品）、（能源）及（食品销售）是当地2021年营业额最高的三个企业，分别为389,171,325欧元、186,628,401欧元和151,719,349欧元。

## 财政与居民收入
2020年，拜马欧的财政收入总额为69,296,100欧元，财政支出总额为66,658,800欧元，当年的债务总额为20,578,900欧元。2021年，拜马欧市镇共获得3,050,217欧元的国家财政补助，比上一年增加了2.12%。
2020年，拜马欧的人均月收入总额为2,685欧元，其中高级职员为4,646欧元，高于法国平均水平（4,230欧元）；中级职员为2,728欧元，高于法国平均水平（2,411欧元）；普通职员为1,996欧元，亦高于法国平均水平（1,740欧元）。
2019年，拜马欧境内的青壮年（15至64岁）失业率为18.6%，当地42.0%的家庭拥有纳税资格，平均纳税3,562欧元，低于法国平均水平（3,910欧元）。

## 社会事务

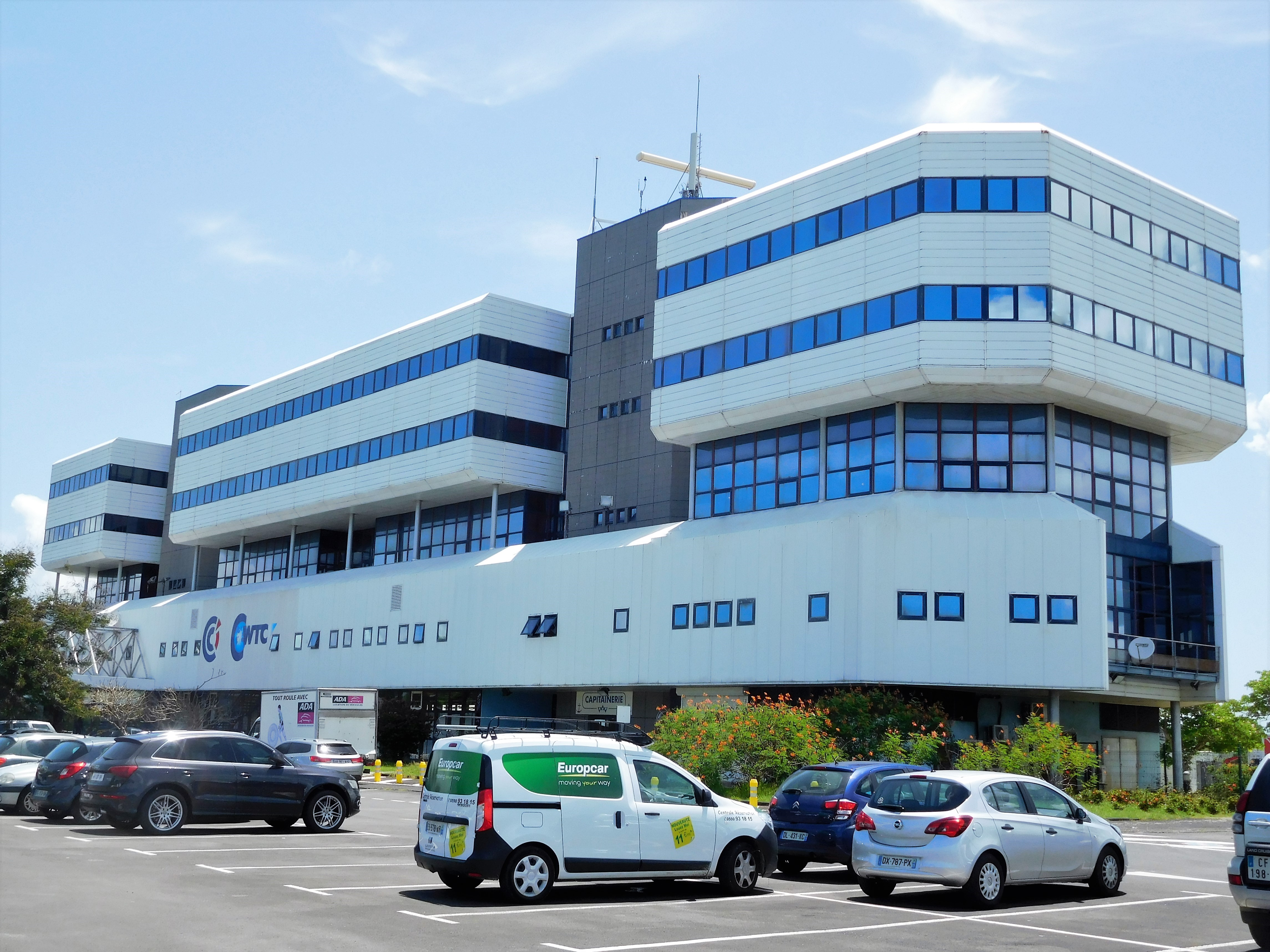
拜马欧的一处商务大楼

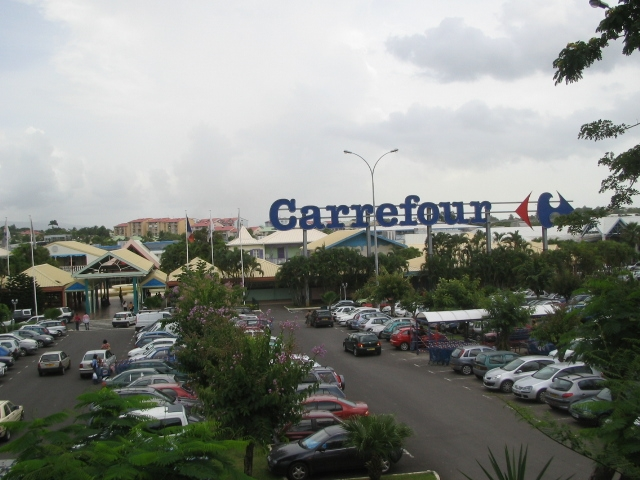
Destreland商业中心

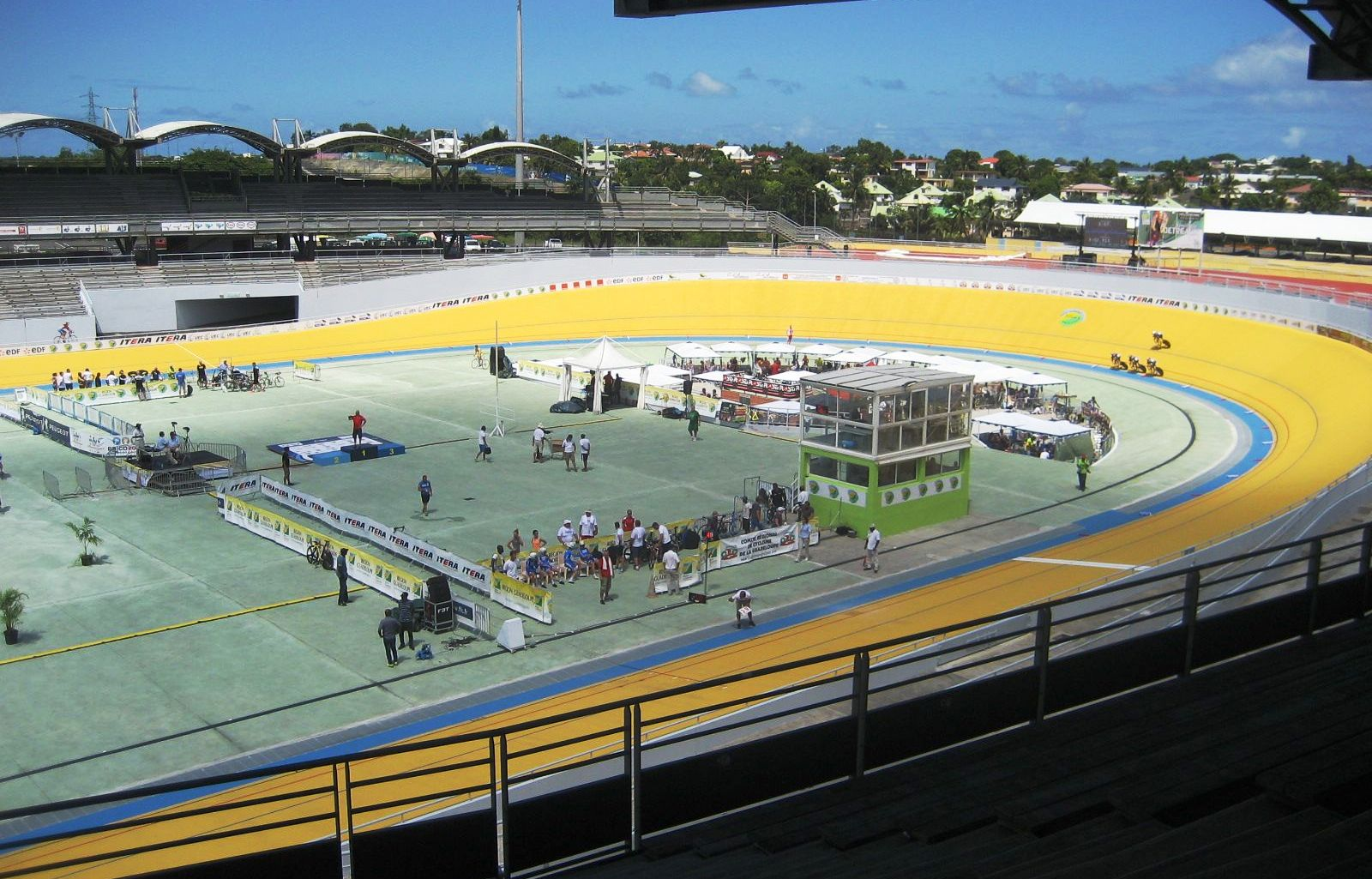
拜马欧境内的阿梅代·代特罗自行车场

### 教育
拜马欧属于瓜德罗普学区。截止2021年1月1日，拜马欧境内共有8所幼儿园、12所小学、5所初级中学、2所普通高中、1所农业高中和5所职业高中，其中2所高中开设有大学校预科班。2018至2019学年度，拜马欧境内共有在校中等教育阶段学生4,086名。

### 医疗
截止2021年1月1日，拜马欧境内共有全科医生40名、保健师69名、牙医32名、护士81名、耳科医生2名、眼科医生5名、皮肤科医生3名、助产士12名、儿科医生2名和妇科医生7名。境内共有药房10家、养老院1家、残疾人帮扶中心5家。
清水诊疗中心（Clinique Les Eaux Claires）位于拜马欧境内，后者是一个私立医疗机构。
距离拜马欧最近的区域性医疗机构为皮特尔角城大学中心医院，其主病区位于皮特尔角城，距离拜马欧市区的正常车程大约13分钟，该院设有床位656个，是当地规模最大的公立综合性医院。

### 住房
2019年，拜马欧境内共有各类住房14,524套，其中63.3%为独立式居民区，36.2%为集中式居民区。常住房屋占拜马欧市镇范围内居民建筑总量的89.4%。
在住房保障政策方面，2021年，拜马欧境内共有2,690户家庭获得了住房经济补助，受益人数占总人口数量的8.7%，其中2,642份为房租补助。

### 商业
2021年，拜马欧境内共有各类实体商铺1,712家，其中餐厅253家、大型超市22家、杂货店34家、面包房40家、肉铺5家、书店15家、装饰品店32家、银行门店21家、美容美发店42家、汽车维修店105家。拜马欧市区建有Destreland商业购物中心，有家乐福、迪卡侬等大型商场。

### 体育
2021年，拜马欧境内共有3家游泳池、5间体育馆、1座综合体育场、13处网球场、1处马术场以及18处足球或橄榄球场。
阿梅代·代特罗自行车场是拜马欧境内的一个综合性体育馆，包含多个项目的体育设施。
截至2022年12月，拜马欧境内共有四家注册足球俱乐部。拜马欧体育俱乐部（编号531612）是当地的代表性足球队，其主队2022至2023赛季参加瓜德罗普足球联赛（法国第六级别），其主场为菲耶斯克·迪谢纳球场。

### 环境
拜马欧的环境事务由其所属的卡佩克塞朗斯城市圈公共社区联合各级政府协调负责。2021年，拜马欧境内共有5家污染企业。

### 治安
2021年，拜马欧市镇范围内有1处宪兵队。
拜马欧及其附近的共7个市镇是皮特尔角城国家宪兵队（zone gendarmerie de Pointe-à-Pitre）的管辖范围。2020年，该宪兵队累计记录各类案件4,385起，其中盗窃类案件1,813起，经济类案件438起，毒品交易类案件299起。

## 文化

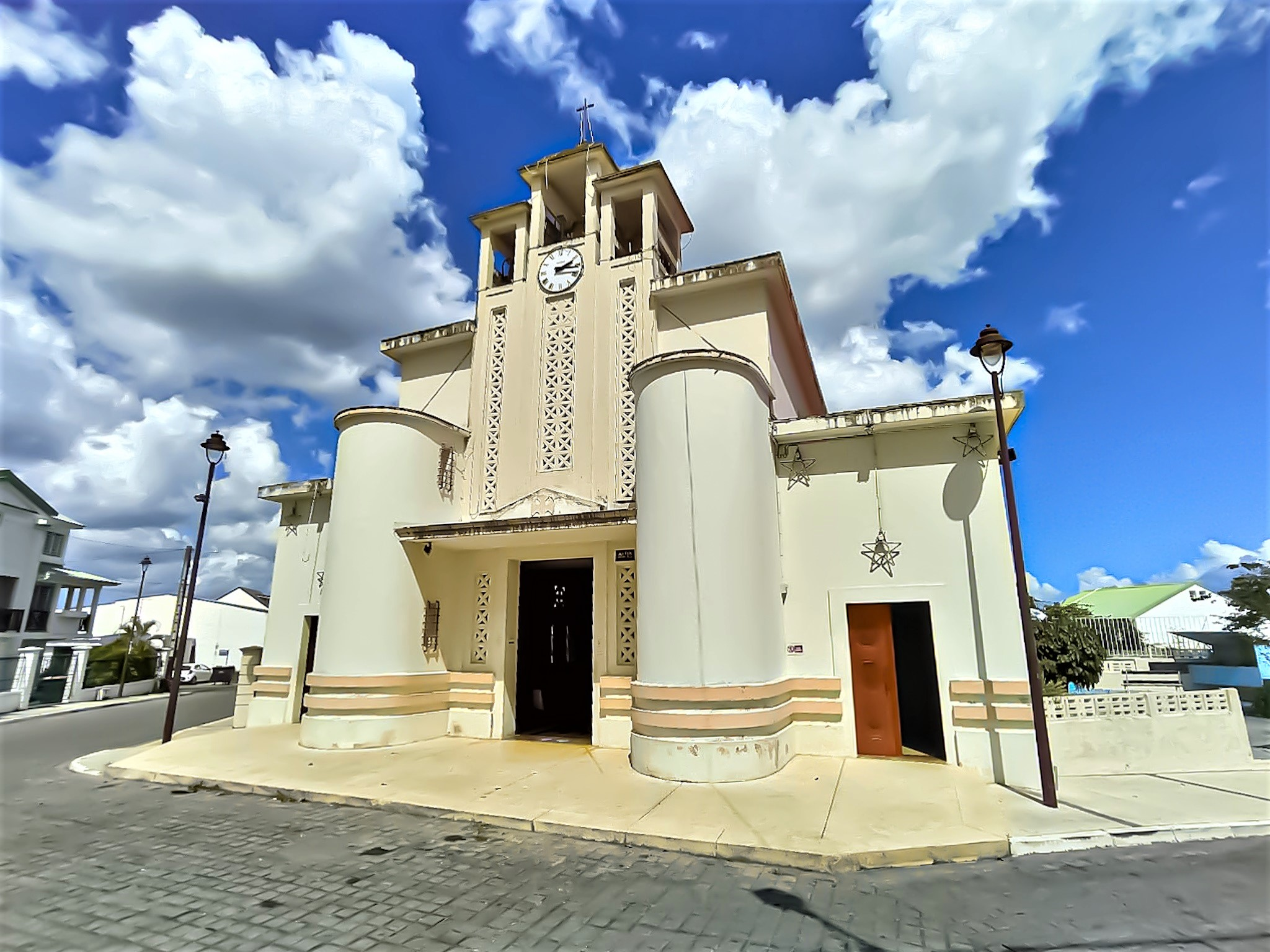
拜马欧施洗圣约翰教堂

2021年，拜马欧境内暂无任何文化设施。拜马欧境内建有保罗·马多多媒体图书馆（Bibliothèque Multimédia Paul Mado），每周二至六向公众开放。

### 建筑
拜马欧境内有多处历史建筑，其中施洗圣约翰教堂为法国国家文物保护单位，也是当地的地标性建筑物。

### 旅游
拜马欧的旅游事务由其所属的卡佩克塞朗斯城市圈公共社区负责。2022年，拜马欧境内暂无任何游客接待设施。

### 媒体
法国主要的媒体均可在拜马欧接收，法国电视一台下属的瓜德罗普第一频道播出拜马欧所属区域的地方新闻。

## 相关人物
法国小姐克莱芒丝·博蒂诺和足球运动员出生于拜马欧。

## 友好城市
截至2022年12月，拜马欧暂未建立任何友好城市关系。